# Zanzibars historia
Zanzibars historia sträcker sig över 20 000 år, eftersom människor har bott på ön så länge. Öns moderna historia startar dock i samband med att ön blev en bas för handelsvägarna mellan Arabien, Indien och Afrika. Zanzibar har styrts av araber, portugiser, britter, men har också haft egna sultaner under lång tid. Sedan 1964 är ön en del av Tanzania, men med ett begränsat självstyre.   

## Förhistorisk tid
Zanzibar har varit befolkat sedan paleolitisk tid. I en grotta finns spår av verktyg som visar att människor bott på ön redan för 20.000 år sedan (Sinclair et al. 2006). 

## Tidigt persiskt och arabiskt styre
Handlare från Sydarabien (mestadels Jemen), Persiska viken-regionen i Iran, (särskilt Shiraz) och västra Indien, besökte troligen Zanzibar under sina handelsresor så tidigt som det första århundradet efter Kristus.

## Portugisiskt styre
Vasco da Gamas besök på Zanzibar 1499 markerar starten på det ökade europeiska inflytandet. Fyra år senare etablerade Portugal kontroll över ön och i augusti 1505 blev Zanzibar en del av Portugals imperium.

## Det senare arabiska styret
1698 blev Sultanen av Oman öns nye härskare och portugiserna utvisades. Vid den här tiden fanns en lukrativ handel med slavar och elfenben på ön, liksom en plantageekonomi som expanderade. Zanzibar var en av de viktigaste hamnarna för den Indiskoceanska slavhandeln.

## Oberoende och revolution
Den 10 december 1963 blev Zanzibar oberoende från Storbritannien som en konstitutionell monarki under Sultanen. Regimen som då upprättades blev dock kortvarig, eftersom Sultanen och den demokratiskt valda regeringen störtades den 12 januari 1964 i Revolutionen i Zanzibar som leddes av ugandiern John Okello.

## Union med Tanganyika
Den 26 april 1964 gick Tanganyika och Zanzibar ihop och bildade unionen United Republic of Tanganyika and Zanzibar. Detta namn förkortades den 29 oktober 1964 till United Republic of Tanzania. 

## Zanzibars sultaner, viziers och brittiska administratörer

### Sultaner
1. Sayyid Majid ibn Said (1856–1870)
2. Sayyid Barghash ibn Said (1870–1888)
3. Sayyid Khalifah ibn Said (1888–1890)
4. Sayyid Ali ibn Said (1890–1893)
5. Sayyid Hamad ibn Thuwaini (1893–1896)
6. Sayyid Khalid ibn Barghash (1896)
7. Sayyid Hamud ibn Muhammed (1896–1902)
8. Sayyid Ali ibn Hamud (1902–1911) (abdikerade)
9. Sayyid Khalifa ibn Harub (1911–1960)
10. Sayyid Abdullah ibn Khalifa (1960–1963)
11. Sayyid Jamshid ibn Abdullah (1963–1964)

### Viziers
1. Sir Lloyd William Matthews, (1890 to 1901)
2. A.S. Rogers, (1901 to 1906)
3. Arthur Raikes, (1906 to 1908)
4. Francis Barton, (1906 to 1913)

### Brittiska administratörer
1. Francis Pearce, (1913-1922)
2. John Sinclair, (1922-1923)
3. Alfred Hollis, (1923-1929)
4. Richard Rankine, (1929-1937)
5. John Hall, (1937-1940)
6. Henry Pilling, (1940-1946)
7. Vincent Glenday, 1946-1951)
8. John Rankine, (1952-1954)
9. Henry Potter, (1954-1959)
10. Arthur George Mooring, (1959-1963)